# Miguelense Futebol Clube
O Miguelense Futebol Clube é um clube brasileiro de futebol da cidade de São Miguel dos Campos, no estado de Alagoas. O clube foi fundado em 22 de junho de 1995. Suas cores são verde e branco. O clube consta na lista dos clubes da Federação Alagoana de Futebol. 

## O retorno
O Clube Sportivo Miguelense se licenciou em 2001. Retornou em 2016, para a disputa do Campeonato Alagoano de Futebol da Segunda Divisão de 2016, com um novo nome de Miguelense Futebol Clube, para livrar-se de dívidas do antigo nome, sagrou-se vice-campeão da 2ª divisão alagoana em 2016 e voltou para a 1ª Divisão do Campeonato Alagoano de Futebol depois de muito anos, em 2017, trazendo alegria para seus torcedores. Porém o clube acabou sendo rebaixado no mesmo ano.
Após um ano novamente licenciado em 2018, no ano de 2019, com a sua atual diretoria, cuja presidência é dirigida por Melk Duque, o Miguelense tinha como objetivo voltar disputar a 2ª Divisão do Alagoano, visando retornar à elite do futebol alagoano. No entanto, por conta de complicações no registro do BID - Boletim Informativo Desportivo, o clube não conseguiu a tempo registrar o número suficiente de atletas, o que impossibilitou o clube de disputar o certame.
Para o ano de 2020, o clube vem se organizando para disputar as principais competições estaduais de base, em especial a Sub-15 e a Sub-17. Para o clube, o fomento de um layout de formação e de profissionalização de atletas são valores que serão trabalhados com maior afinco em 2020. O clube voltou a disputar a 2ª divisão alagoana em 2020,  porém terminou na última colocação, com 4 derrotas em 4 jogos, 0 gols feitos e 19 gols sofridos.

## Títulos

### Estaduais
- Campeão Alagoano 2ª Divisão: 1995
- Vice-Campeonato Alagoano: 1999